# Co wiesz o Elly?
Co wiesz o Elly? (pers. درباره الی, Darbāre-ye Elī) – irański dramat z 2009 roku w reżyserii Asghara Farhadiego. Film był oficjalnym kandydatem Iranu do Oscara za najlepszy film nieanglojęzyczny podczas 82. ceremonii wręczenia Oscarów, ale nie uzyskał nominacji.

## Obsada
- Golszifte Farahani - Sepide
- Shahab Hosseini - Ahmad
- Tarane Alidusti - Eli
- Merila Zare'i - Szohre
- Mani Haghighi - Amir
- Payman Maadi - Pejman
- Ra'na Azadiwar - Nazi
- Ahmad Mehranfar - Manuczehr
- Saber Abbar - Alireza